# Kristály-barlang (Budakalász)
A Kristály-barlang Magyarország megkülönböztetetten védett barlangjai között van. A Duna–Ipoly Nemzeti Parkban lévő Pilis hegységben található. Különleges megjelenésű ásványai miatt érdekes.

## Leírás
A Nagy-Kevély K-i oldalában, a csúcstól ÉK-re, egy felhagyott kőbánya falának a közepén, a bánya talpszintjétől körülbelül 11 méterrel magasabban található a bejárata. A zöld sáv jelzésű turistaút érinti a turistatérképeken jelölt kőfejtőt és a turistaúttól könnyen megközelíthető a bejárata. A Zöld-barlangtól délkeletre, körülbelül 100 méterre nyílik.
Felső triász dachsteini mészkőben jött létre. Tipikus hévizes barlang a képződményei és a bejárati része alapján. Gömbfülkékből áll, amelyeket nagyon szűk átjárók kötnek össze. Négy kis alapterületű terem van benne, a Bejárati-terem, a Kis-terem, a Pikkelyes-terem és a Dolgozószoba, amely a legnagyobb terme. A szűk részek miatt kevesen jártak benne és emiatt sokáig épségben maradtak képződményei.
Sok borsókő és sok kalcitkristály figyelhető meg falain. Régen a teljes falfelületet kalcitkristályok fedték. Gömbüstök is előfordulnak a barlangban. Erős légáramlás érzékelhető benne, de télen kifejezetten meleg a léghőmérséklete. Vízszintes kiterjedése 13 méter. A barlangjáró alapfelszereléssel járható, lezárt barlang csak engedéllyel tekinthető meg.
1992-ben volt először Kristály-barlangnak nevezve a barlang az irodalmában. Előfordul a barlang az irodalmában Zöld-barlang melletti üreg (Kárpát 1988) néven is.

## Kutatástörténet
Az Acheron Barlangkutató Szakosztály 1988-ban, vázlatosan felmérte a barlangot, majd Vér Zsolt a felmérés felhasználásával megszerkesztette a barlang alaprajz térképét és 7 keresztmetszet térképét. Az alaprajz térképen be lett jelölve a feltárásra legalkalmasabb hely. A szakosztály ebben az évben, a barlangban hőmérsékletmérést és relatív páratartalom mérést végzett, valamint elkészítette a barlang fénykép-dokumentációját. A Kárpát József által 1990-ben készített kéziratban az van írva, hogy a Zöld-barlang melletti üreg (Budakalász) bejárata a Nagy-Kevély csúcsától 75°-ra 600 m-re, 360 m tszf. magasságban helyezkedik el. A zöld jelzésű turistaút D-i oldalán fekvő, felhagyott kis kőbányában, a kőbánya talpszintjétől 11 m-rel magasabban található az üreg bejárata. A 20 m hosszú és 7 m mély barlang hévizes keletkezésű gömbfülkeszerű kis üregek sora, amelyeket nagyon szűk átjárók kapcsolnak össze. A teljesen száraz barlang kitöltése agyag, por és kőtörmelék. Szép kalcitkristályok figyelhetők meg benne. Érdemes lenne kutatni az üreget.
A Kárpát József által 1991-ben írt kéziratban meg van említve, hogy a Zöld-barlang melletti üreg 20 m hosszú és 7 m mély. A barlangot a Karszt Barlangkutató Szakosztály 1992-ben bontotta és vizsgálta, valamint tervezte, hogy lezárja (az abban található képződmények megóvása miatt) az üreget. Ekkor a Kristály-barlang 15 m hosszú volt. A szakosztály 1993-ban elvégezte a barlang állagmegóvását. A szakosztály tagjai beszámoltak arról, hogy ásványgyűjtők látogatják az üreget, a szakosztály emiatt javasolta az üreg lezárását. 1994-ben a szakosztály szemetet gyűjtött benne. A 2000. évi Karsztfejlődésben kiadott tanulmányban szó van arról, hogy a Zöld-barlang mellett lévő kőfejtőben nyíló Kristály-barlangban találhatók kalcittal bélelt kis üregek. Itt az utólagos oldás is formált.
Kraus Sándor 2003. október 11-én megtekintette az üregrendszert. Az általa végzett bejárásról szóló jelentésben az olvasható, hogy a barlang falait több centiméter élhosszúságú, kalcit-romboéderekkel díszített, 60–80 cm átmérőjű medicinlabdák borítják. A Troglonauta Barlangkutató Egyesület Szabó Zoltán által vezetett néhány tagja, 2003. október 11-én felmérte a barlangot, majd Szabó Zoltán 2004. január 9-én, a felmérés felhasználásával megszerkesztette a barlang alaprajz térképét, hosszmetszet térképét és 5 keresztmetszet térképét. A barlang a felmérés szerint 31 m hosszú, 9 m mély és 13 m vízszintes kiterjedésű. Ekkor az üreget az egyesület bontotta, véste és elkészítette fénykép-dokumentációját, valamint megállapította, hogy a barlang 1988-ban rajzolt térképe nem ábrázolja a barlang egy nagy részét.
A Duna–Ipoly Nemzeti Park Igazgatóság működési területén, a Pilis hegységben elhelyezkedő és 4820/34 kataszteri számú Kristály-barlang, 2006. február 28-tól, a környezetvédelmi és vízügyi miniszter 8/2006. KvVM utasítása szerint, megkülönböztetett védelmet igénylő barlang. A Duna–Ipoly Nemzeti Park Igazgatóság működési területén lévő és 4820-34 kataszteri számú Kristály-barlang, 2012. február 25-től, a vidékfejlesztési miniszter 4/2012. (II. 24.) VM utasítása szerint, megkülönböztetetten védett barlang. 2021. május 10-től az agrárminiszter 17/2021. (IV. 9.) AM rendelete szerint a Kristály-barlang (Pilis hegység, Duna–Ipoly Nemzeti Park Igazgatóság működési területe) az igazgatóság engedélyével látogatható. A 13/1998. (V. 6.) KTM rendelet egyidejűleg hatályát veszti.

## Képgaléria

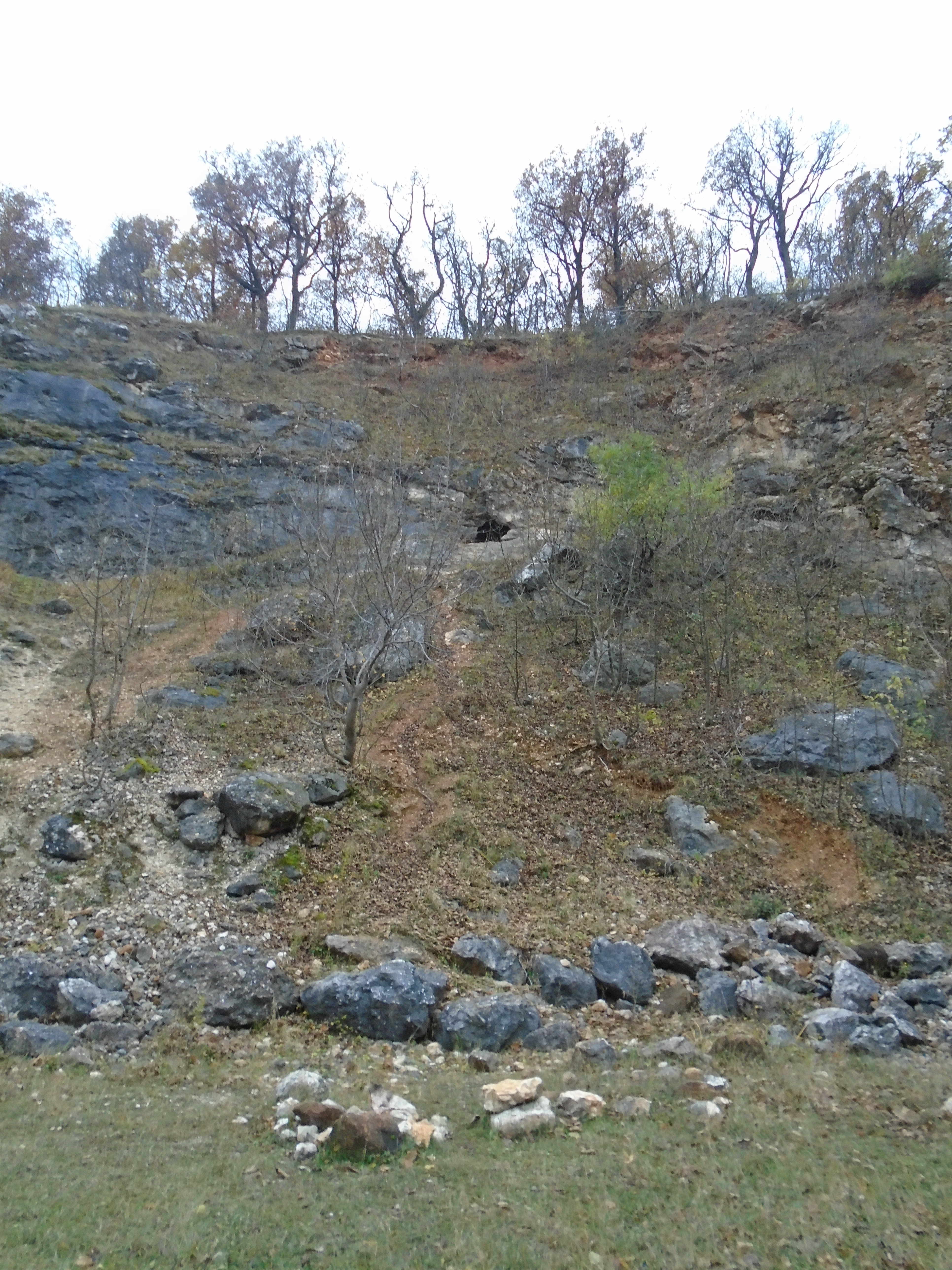
A Kristály-barlang bejárata távolról nézve
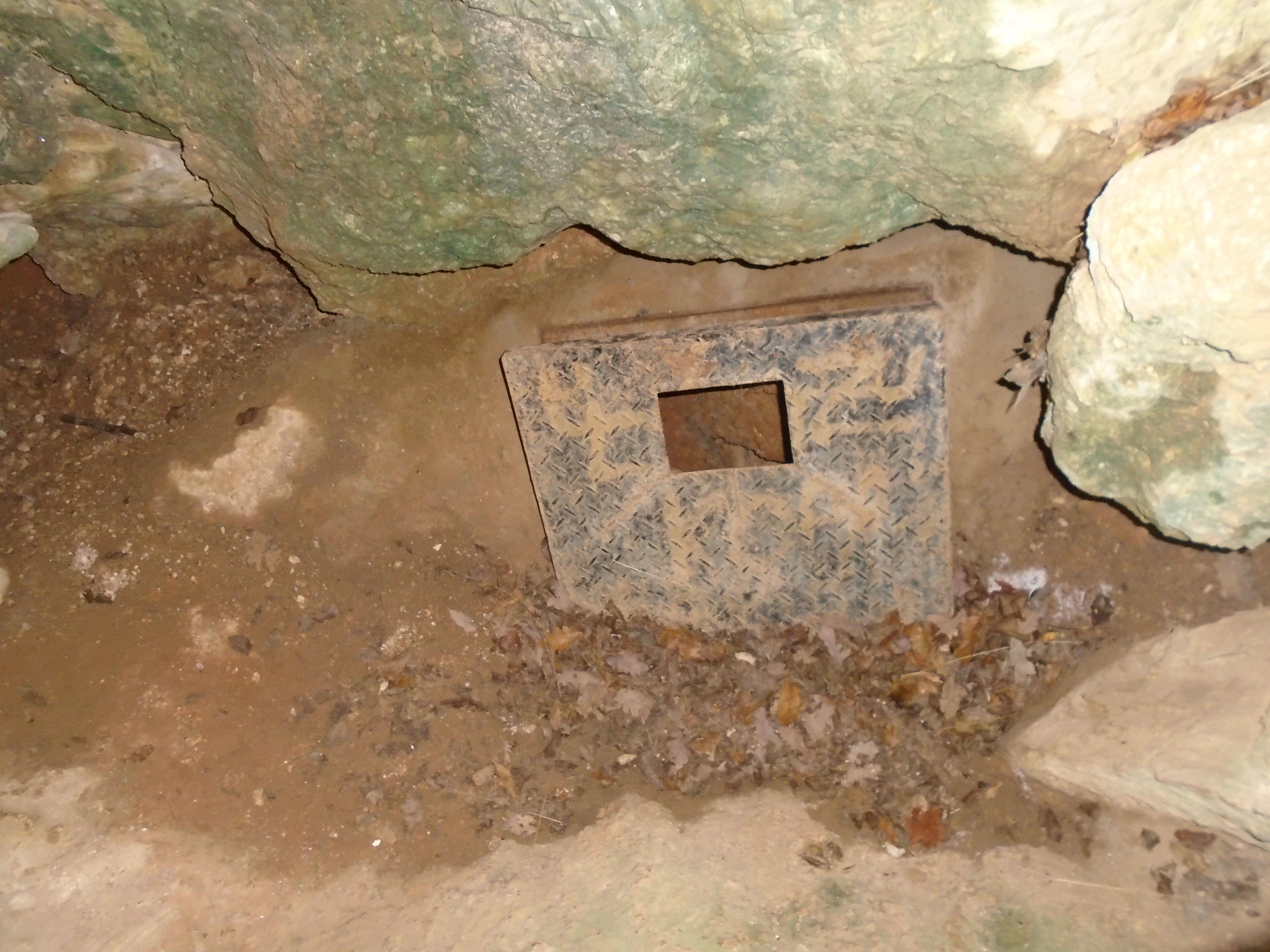
A Kristály-barlangot lezáró ajtó